# Szurkos (Szerbia)
Szurkos (szerbül: Srednji Salaš, Средњи Салаш) falu Szerbiában, a Vajdaságban, a Észak-bácskai körzetben, Topolya községben.

## Demográfiai változások
| 1948 | 1953 | 1961 | 1971 | 1981 | 1991 | 2002 |
| ---- | ---- | ---- | ---- | ---- | ---- | ---- |
| 242  | 218  | 266  | 263  | 205  | 183  | 172  |